# دان بارو
دان بارو (بالإنجليزية: Daniel Barrow)‏ هو مجدف أمريكي، ولد في 22 يوليو 1909 في يادون في الولايات المتحدة، وتوفي في 4 نوفمبر 1993 في هاريسبرج في الولايات المتحدة.

## وصلات خارجية
- دان بارو على موقع IMDb (الإنجليزية)

- دان بارو على موقع الاتحاد الدولي للتجديف (الإنجليزية)
- دان بارو على موقع اللجنة الأولمبية الدولية (الإنجليزية)
- دان بارو على موقع أوليمبيديا (الإنجليزية)